# Kokeshi

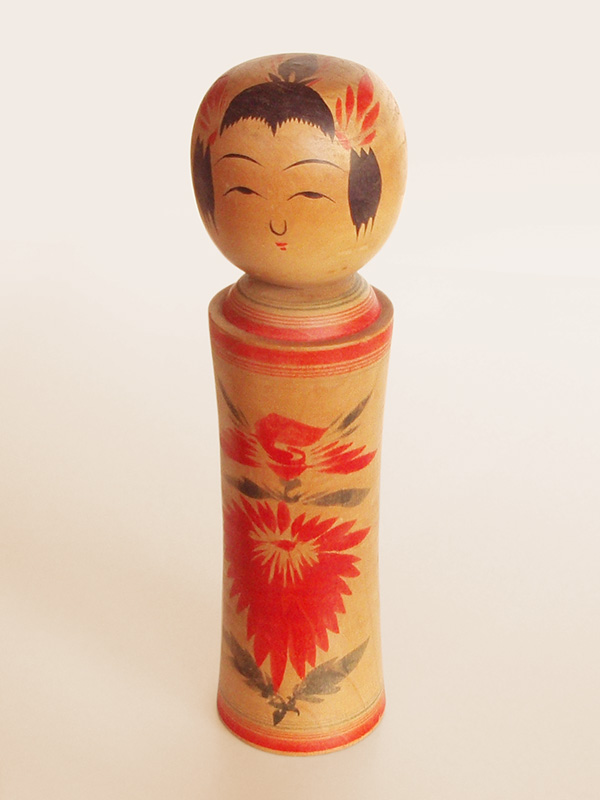
Kokeshi

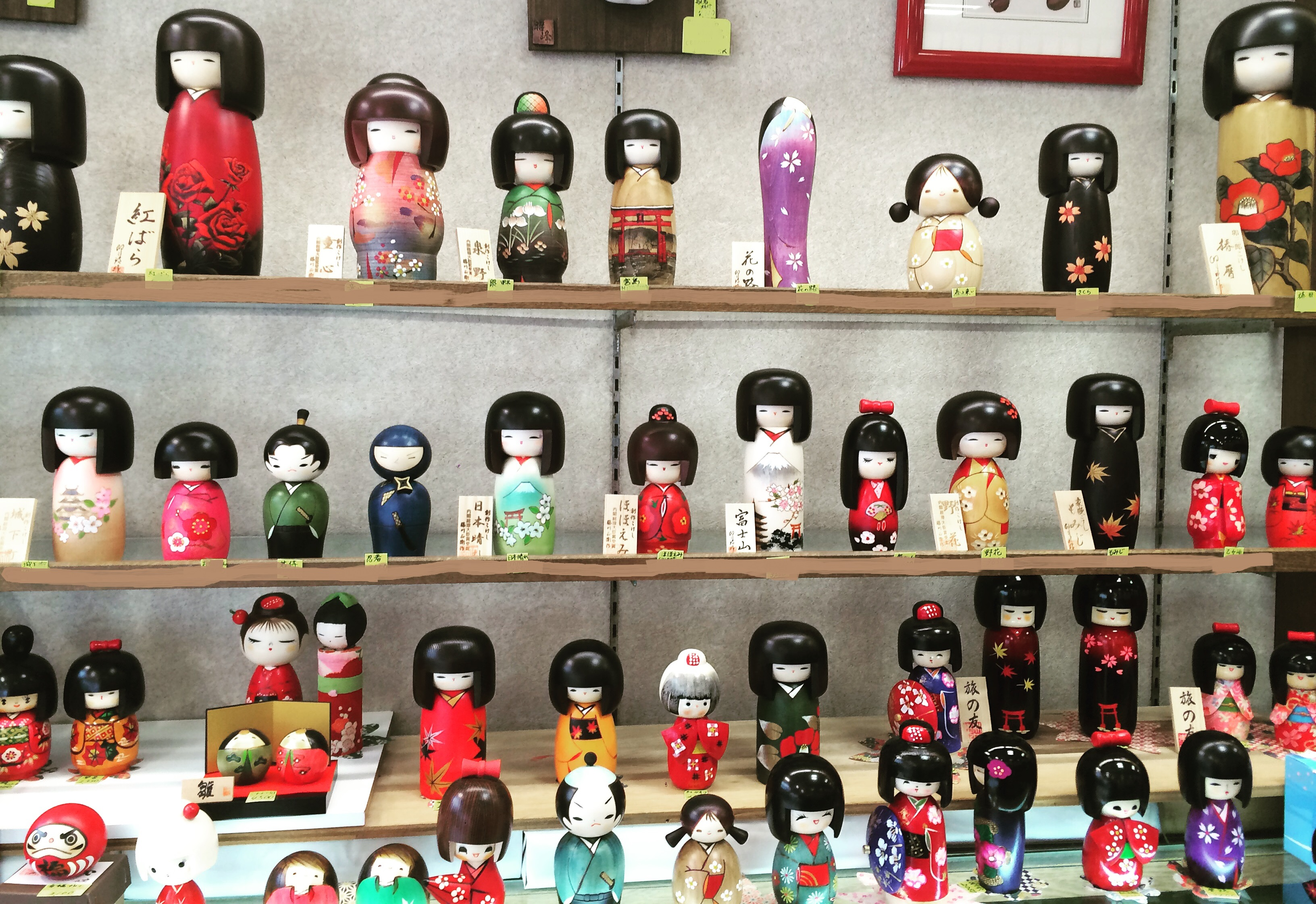

Le Kokeshi (こけし?, kokeshi) sono un tipo di bambola tradizionale giapponese, originarie della regione di Tōhoku. Realizzate manualmente in legno, hanno un busto semplice cilindrico e una larga testa sferica, con poche linee stilizzate a definire i caratteri del viso. Una caratteristica delle bambole Kokeshi è la mancanza di braccia e gambe.
All'inizio del Novecento divennero talmente famose, che in Russia furono prese a modello dall'inventore della prima matrioska.
Oltre a ornare le case giapponesi, sono ritenute di buon auspicio contro la cattiva sorte e considerate un raffinato oggetto da collezione da regalare a persone molto speciali.

## Origini e storia
La scrittura convenzionale in hiragana, こけし, è stata decisa durante la Kokeshi National Convention (全国こけし大会) nelle terme di Naruko nell'agosto 1939; prima di ciò l'origine del termine non era chiara: esistevano perciò svariate scritture ateji come 小芥子, che significa piccoli papaveri.
Un celebre errore di traduzione dovuto agli ateji lo si può trovare in Looking for the Lost di Alan Booth; nel libro lo scrittore suggerisce che le bambole Kokeshi, in kanji "eliminazione del bambino" (子消し?, kokeshi), sarebbero feticci dedicati dalle madri ai propri bambini uccisi volontariamente dopo la nascita. Sebbene l'infanticidio fosse ancora praticato in Giappone nel 1900, non ci sono prove a favore della teoria di Booth, anzi; la parola "Kokeshi" stessa è originaria del dialetto Sendai, mentre in luoghi diversi le bambole erano conosciute con nomi differenti ai quali non si può applicare lo stesso significato.
La traduzione più valida resta quindi bambole (芥子?, keshi) di legno (木?, ki, ko) o piccole (小?, ko) bambole (芥子?, keshi).
Le prime bambole Kokeshi furono in realtà realizzate dagli artigiani del legno, i cosiddetti Kiji-shi, sul finire del Periodo Edo (1600-1868). Create all'inizio come souvenir per i turisti in visita alle terme della prefettura di Miyagi, ebbero un successo tale da propagarsi in tutta la regione di Tohoku.
Il design dei Mii, avatar per la console Nintendo Wii è ispirato alle bambole Kokeshi.

## Produzione

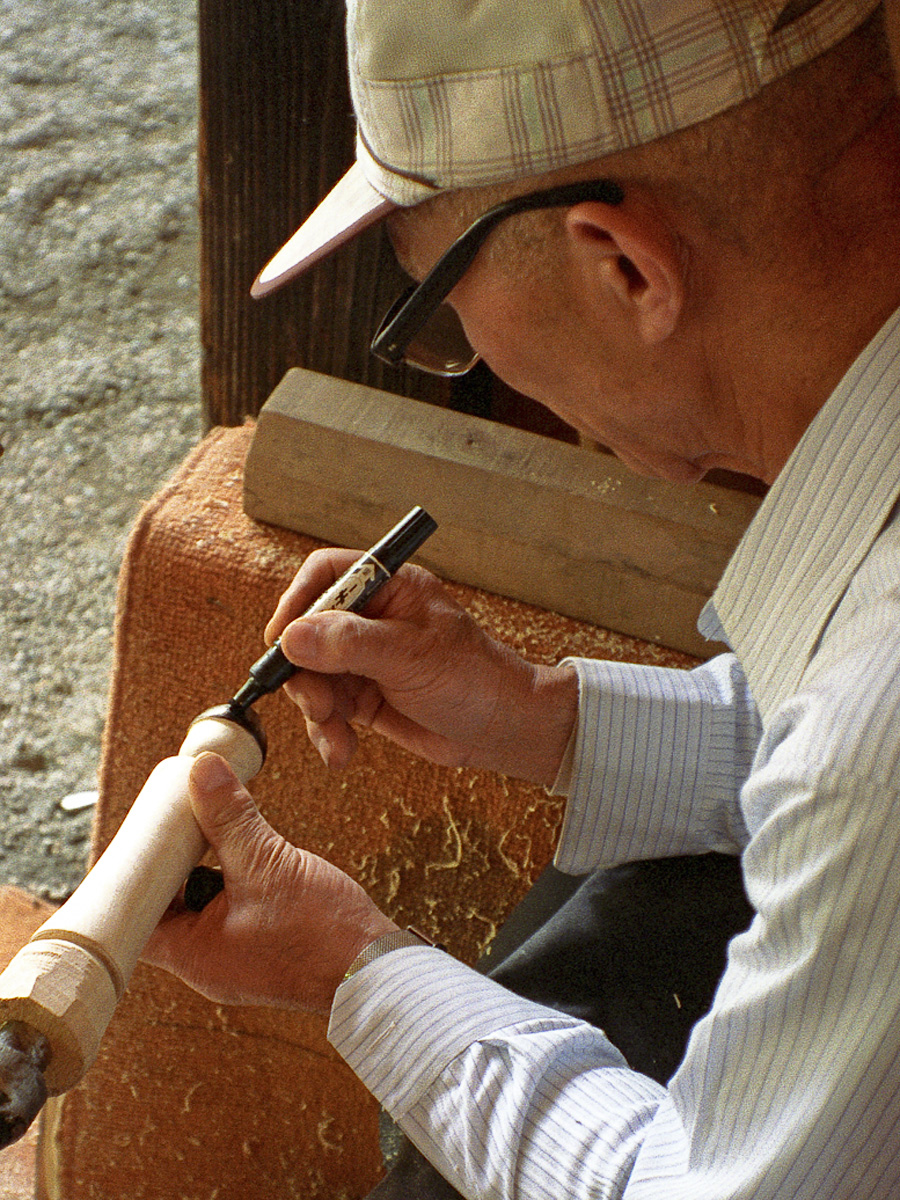
Lavorazione di una Kokeshi "tradizionale"

Si tratta di una lavorazione semplice ma richiedente molto tempo.
Scelto il legno da utilizzare, lo si lascia asciugare per un lungo periodo, che può andare dai sei mesi ai cinque anni. Un esempio di legno usato per la creazione delle Kokeshi è l'Acero Giapponese.
Quindi il legno viene levigato e formato secondo i canoni attraverso un tornio; una parte sottile e cilindrica per il corpo e una più grossa, sferica o comunque tondeggiante, come testa.
Levigata ancora una volta, il corpo viene dipinto a mano con motivi floreali o vari, usualmente a rappresentare un kimono; la testa rappresenta generalmente un volto femminile.
La bambola viene quindi ricoperta con uno strato di cera apposita per proteggerne i colori e darle lucentezza.

## Tipi
Esistono due tipi fondamentali di Kokeshi:
- Le Kokeshi "tradizionali" (伝統こけし?, dentō-kokeshi) hanno solitamente un busto più lungo e una testa più piccola, e sono diffuse soprattutto nella Prefettura di Miyagi, in quella di Akita, di Iwate e di Yamagata. I disegni del busto e la loro forma sono però caratteristiche della zona di produzione, che sono rimasti pressoché invariati dalle origini.

La strada principale della città di Naruko, nella Prefettura di Miyagi è conosciuta come Kokeshi Street per via dei numerosi negozi artigianali specializzati nella produzione di queste bambole.
- Le Kokeshi "creative" (新型こけし?, shingata-kokeshi) si distinguono da quelle "tradizionali" per il busto più corto e arrotondato da una parte, dall'altra per l'uso di colori e motivi più moderni; sviluppate e diffuse dopo la fine della Seconda guerra mondiale, possono essere trovate facilmente anche nelle grandi città, poiché non sono specifiche di nessuna zona del Giappone.